# ホンダ・NX125
NX125（エヌエックスひゃくにじゅうご）は、本田技研工業がかつて製造販売していたオートバイである。

## 概要
1988年2月22日発表、同年3月10日発売。型式名JD09が示すように125㏄原付2種（小型自動二輪車）クラスのデュアルパーパスモデルである。

## 車両解説
1982年から販売されていたJD04型XL125Rからのフルモデルチェンジ車で多くの構成部品はキャリーオーバーとされた反面、1987年に発売されたAX-1や輸出専売モデルとされたNX650 Dominatorと共通する『従来のランドスポーツバイクとスーパースポーツバイクの長所をバランスさせた新しい分野のスポーツバイク』というコンセプトからオフロードよりも通常の市街地走行性能と扱いやすさを重視したNXシリーズのローエンドモデルである。
搭載される内径x行程：56.5x49.5（mm）/排気量124ccの空冷4ストロークSOHC単気筒エンジンは型式名こそJD09E型とされたが、基本設計は1975年に発売されたCB125JXへ搭載されたのちトライアルモデルのTL125・イーハトーブやXL系にも搭載されたものと共通で、本モデル用圧縮比9.4・最高出力12ps/9,500rpm・最大トルク1.0kg-m/7,000rpmのチューニングやPD52型キャブレター・CDI点火装置などの補機類は先代のXL125Rと同一である。ただしモデルキャラクターに合せて始動方式をプライマリーキックからセルモーターへ、マニュアルトランスミッションを6速から5速へ変更した。

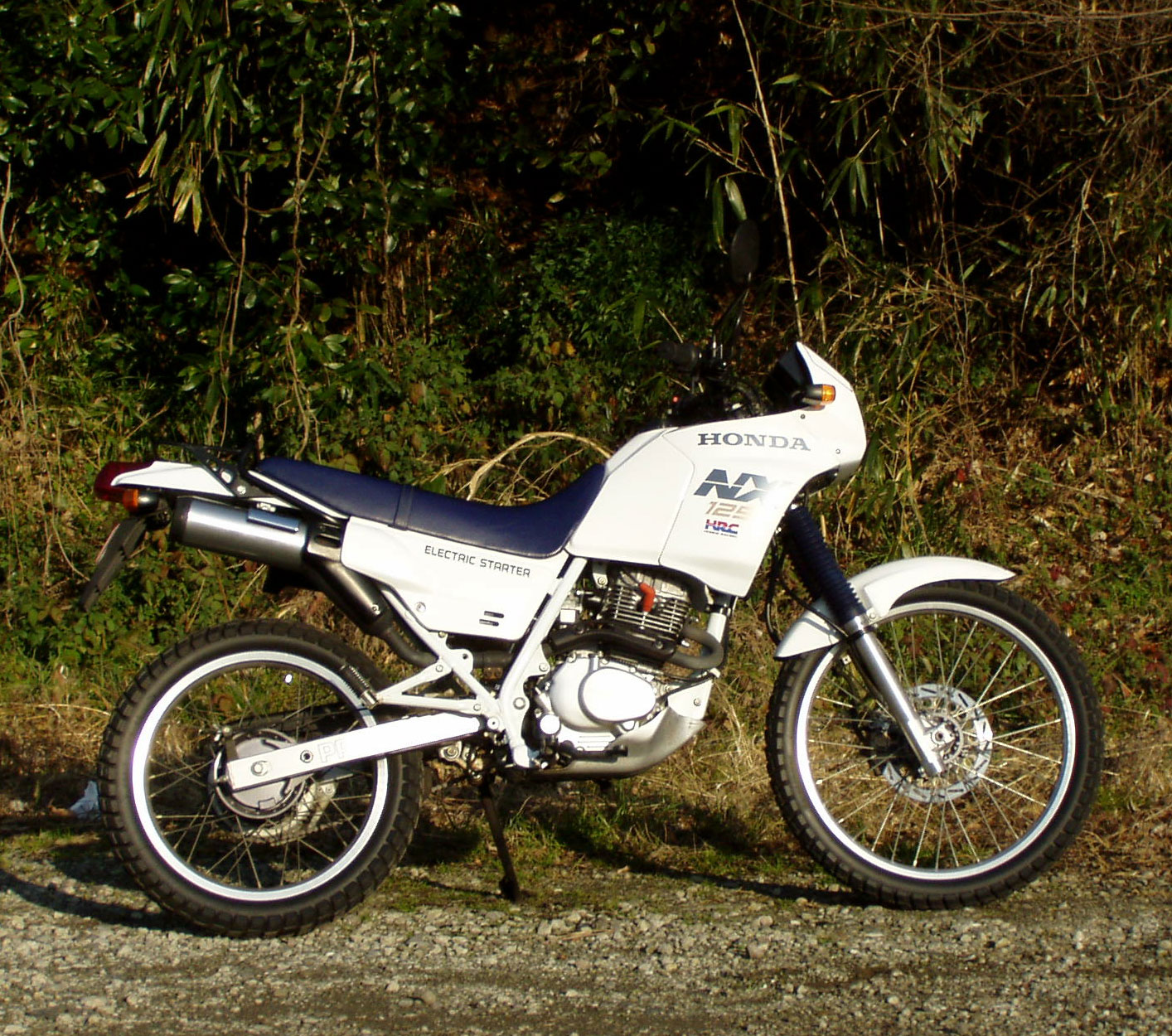
車体側面

車体では、ダイヤモンド型フレーム、前輪サスペンションがテレスコピック、後輪サスペンションがプロリンク式スイングアームで型式こそXL125Rから踏襲されているが、前輪サスペンションはエア併用式廃止ならびにジオメトリー変更を実施。また前後タイヤはリムをアルミニウム合金製としたスポークホイールに2.75-21-4PR（前）/4.10-18-4PR（後）を装着という共通点があるが、本モデルは新パターンの専用タイヤとしたほか、ブレーキが前後ドラムから前輪を油圧式シングルディスクへ変更するなどの相違点がある。
外装面ではAX-1同様にハロゲンヘッドライトから燃料タンクにかけてスピード・タコの角型2眼メーターを内包するセミカウルを、さらに前輪フェンダーがオフロード車で見られるアップタイプ（可動式）ではなくダウンタイプ（固定式）を装着する点が特徴である。また利便性向上からリヤキャリアならびにエンジン下部の大型スキッドプレートを標準装備する。
なお本モデルは日本国内のみならず海外向け輸出仕様も製造販売されたが、日本国内向けのカラーリングはホワイト車体にシートを青とした仕様のみとされた。

## 日本国内での評価
当初の販売計画では年間1,500台とされたが、以下の理由で必ずしも芳しくない状況にあった。
- 小型自動二輪車クラスは1962年の国内総生産台数86万台がピークで、1970年代以降はユーザーがパワーを求めて上位クラスへと移行したため次第にクラス全体の活気が失われた[4]。
- 1975年の二輪運転免許制度改正で日本国内では小型自動二輪という区分が自動二輪運転免許取得の上で中型自動二輪（現・普通自動二輪車）の通過点でしかなくなり、ヨーロッパなどに見られる免許制度や保険などの関係によって存在する若年層による大きな市場が存在しなかった[5]。
- XLシリーズに代わるデュアルパーパスモデルでありながら日常での扱いやすさを重視したコンセプトに市場が理解できなかった[注 5]。

また本モデルは初期製造分でフレームにクラックが入るトラブルが多発したことも影響し、日本国内仕様はマイナーチェンジもなく、1993年にJD16型XLR125Rへフルモデルチェンジされ生産が終了した。一方、海外向け輸出仕様はその後も1999年まで継続生産された。